# 在日庫爾德人
在日庫爾德人（日语：在日クルド人），是指在日本居住的庫爾德人，人數約2000-3000人。
20 世纪 90 年代以来，他们开始在 JR 蕨車站周围地区定居，其中许多人在没有居住证的情况下继续非法居住，当地政府也不了解他们的实际情况。
2024 年，在日本的库尔德人总数据说也有 2000 或 3000 多人，或根据媒体报道而有所不同。据估计，截至 2024 年 4 月，埼玉县川口市非法滞留日本的 "临时释放人员 "约有 700 人，持有 "特定活动"（难民身份手续中的 "难民签证"）临时居留资格的 "临时释放人员 "约有 1300 人。

在2015年10月，在土耳其駐東京的大使館外的庫爾德人和土耳其人之間的發生了種族衝突。日本和庫爾德消息來源聲稱，庫爾德人在大使館展示庫爾德黨旗幟后，土耳其人襲擊庫爾德人時，衝突就開始了。